# Сілвіу Лунг (молодший)
Сілвіу Лунг (рум. Silviu Lung, нар. 4 червня 1989, Крайова) — румунський футболіст, воротар клубу «Астра» (Джурджу) і національної збірної Румунії.
Син Сілвіу Лунга-старшого, основного воротаря збірної Румунії 1980-х років.

## Клубна кар'єра
Народився 4 червня 1989 року в місті Крайова. Вихованець футбольної школи клубу «Університатя» (Крайова). Дорослу футбольну кар'єру розпочав 2007 року в основній команді того ж клубу, в якій провів чотири сезони, взявши участь у 58 матчах чемпіонату. 
До складу клубу «Астра» (Джурджу) приєднався 2011 року. Відтоді встиг відіграти за команду з Джурджу 134 матчі в національному чемпіонаті.

## Виступи за збірні
Протягом 2009–2010 років залучався до складу молодіжної збірної Румунії. На молодіжному рівні зіграв у 10 офіційних матчах.
2010 року дебютував в офіційних матчах у складі національної збірної Румунії. Здебільшого у збірній є резервистом представників іноземних чемпіонатів — Костела Пантілімона і Чіпріана Тетерушану.

## Титули і досягнення
- Володар Кубка Румунії (1):

«Астра»:  2013–14
- Чемпіон Румунії (1):

«Астра»: 2015-16
- Володар Суперкубка Румунії (2):

«Астра»: 2014, 2016